# 韋爾斯堡 (紐約州)
韋爾斯堡（英語：Wellsburg）是位於美國紐約州希芒縣的村。

## 人口
根據2020年美國人口普查的數據，韋爾斯堡的面積為1.49平方千米，當中陸地面積為1.47平方千米，而水域面積為0.02平方千米。當地共有人口490人，而人口密度為每平方千米329人。